# Сорок четвертий квартал (місцевість)
44 квартал — житловий масив, розташований на півночі Покровського району м. Кривий Ріг.

## Загальні відомості
Закладений у середині 1950-х роках через будівництво ЦГЗК. Розвитку набув в 1960-1970-х роках. Має 7 вулиць, мешкає 12 тисяч осіб.
Розташовані палаци культури, спорту, стадіон, ЗОШ та інші об'єкти соціально-культурного побуту.

## Інфраструктура
- Готель «Центральний»
- Міська лікарня № 16
- Стоматологічна поліклініка № 3
- Церква християнської віри євангельської «Вефіль»
- Свято-Іллінський храм
- Парк Шахтарський
- Пам'ятник на братській могилі радянських воїнів
- Кресівське водосховище
- Палац спорту «Молодість»
- криворізька гімназія №111
- криворізька гімназія №93

## Парк
Парк Сорок четвертого кварталу закладений в 1960-х роках. Площа 0,7 га. Обладнаний місцями відпочинку, пішохідними доріжками,

## Транспорт
- тролейбус № 3, 4, 10, 18, 23
- автобус № А4, А8, 228, 228а
- маршрутне таксі № 3, 32, 79, 80, 223, 230, 231, 303
- приміський автобус № 428